# ادی اسخپرس
ادی اسخپرس (انگلیسی: Eddy Schepers؛ زادهٔ ۱۱ دسامبر ۱۹۵۵) دوچرخه‌سوار اهل بلژیک است.